# 페테이노사우루스
페테이노사우루스(Peteinosaurus)는 중생대 트라이아스기후기(약 2억 2,100만 년 전~2억 1,000만 년 전), 오늘날 유럽에서 서식한 익룡류의 일종이다. 학명은 '날개 달린 도마뱀'이라는 의미를 갖고 있다. 화석은 이탈리아에서 발견되었다. 전체 몸 길이는 약 60cm정도였을 것으로 추정된다. 현재까지 발견된 화석은 불완전한 두개골과 부분적인 골격일부이다.